# Benedykt Askanas
Benedykt Askanas (ur. 21 listopada 1910 w Warszawie, zm. 28 lutego 1995) – polski dyplomata.

## Życiorys
Syn Jakuba. Sprawował stanowisko przedstawiciela dyplomatycznego PRL w Austrii: od sierpnia 1950 do 24 lutego 1955 pełnił w tym kraju funkcję chargé d’affaires.

## Odznaczenia i ordery
- Krzyż Oficerski Orderu Odrodzenia Polski (1951)[4]
- Złoty Krzyż Zasługi – dwukrotnie (po raz drugi w 1954)[5]
- Medal 10-lecia Polski Ludowej (1955)[6]
- Krzyż Komandorski I Klasy Odznaki Honorowej za Zasługi dla Republiki Austrii (1955)[7]